# Revuelta de Stennes

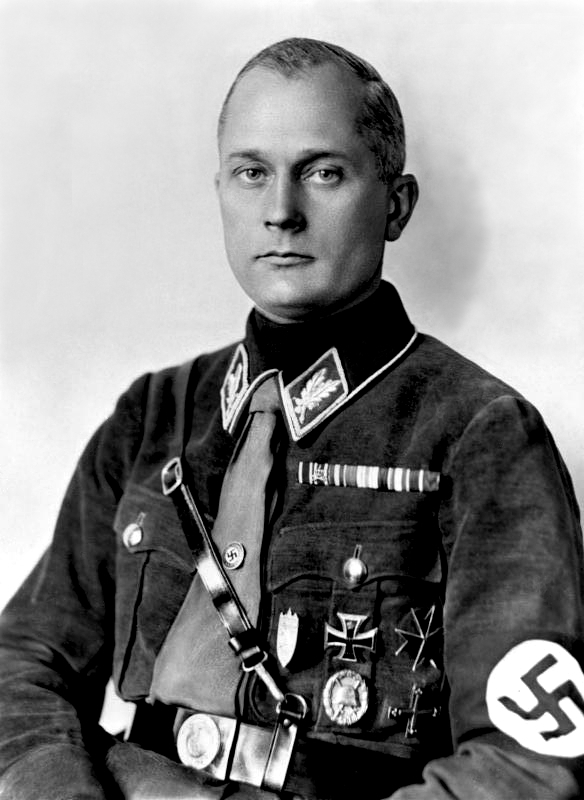
Walther Stennes.

La Revuelta de Stennes o Putsch de Stennes fue una revuelta dentro del Partido Nacionalsocialista Obrero Alemán (NSDAP) en 1930-1931 dirigida por Walther Stennes, el comandante de Berlín de las Sturmabteilung (SA), "camisas pardas". La revuelta surgió de tensiones internas y conflictos dentro del partido de Alemania, particularmente entre la organización del partido con sede en Múnich y Adolf Hitler, por un lado, y las SA y su liderazgo por el otro. Hay algunas pruebas de que Stennes pudo haber sido pagado por el gobierno socialdemócrata del canciller alemán Heinrich Brüning, con la intención de causar conflictos dentro del movimiento nacionalsocialista.

## Antecedentes
El papel y el propósito de las SA dentro del nacionalsocialismo todavía estaba sin resolver en 1930. Hitler consideraba que las SA tenían fines estrictamente políticos, un cuerpo subordinado cuya función era fomentar la expansión y el desarrollo del ideal al poder. Las funciones propias de las SA, en opinión de Hitler, eran políticas, como proteger las reuniones del partido de la interrupción de los manifestantes, interrumpir las reuniones de los adversarios nacionalsocialistas, distribuir propaganda, reclutar, marchar en las calles para propagandizar mostrando apoyo a la causa nacionalsocialista, organizar campañas políticas, y pelearse con los comunistas en las calles. Hitler no abogaba por el funcionamiento de las SA como organización militar o paramilitar.
Muchos, en la propia SA, incluido el liderazgo, tenían una visión contraria y más gloriosa del papel de las SA. Para ellos, las SA era una organización militar naciente: la base para un futuro ejército ciudadano según el modelo napoleónico, un ejército que, idealmente, absorbería la Reichswehr y desplazaría sus conceptos prusianos pasados de moda con ideales nacionalsocialistas "modernos".

## Las elecciones de 1930

### El llamado a elecciones
Las elecciones al Reichstag tuvieron lugar en 1928 y las próximas elecciones estaban programadas para 1932.
Desafortunadamente para el curso de la democracia alemana, el gobierno de Müller implosionó a fines de marzo de 1930 por la cuestión del monto de las contribuciones de los empleadores al seguro de desempleo.
Su sucesor, el gobierno de Bruening, no pudo obtener una mayoría parlamentaria para su propio proyecto de ley de reforma financiera, que fue rechazado por el Reichstag el 16 de julio de 1930. Bruening le pidió a Hindenburg que invocara el Artículo 48 (Constitución de Weimar) para promulgar el proyecto de ley como un decreto de emergencia. Hindenburg lo hizo y el Reichstag rápidamente repudió el proyecto de ley el 18 de julio de 1930, invalidando así el decreto presidencial en virtud de la Constitución. Luego de esto, pidió a Hindenburg disolver el parlamento y convocar a nuevas elecciones, que estaban programadas para el 14 de septiembre de 1930.

### Exigencias de las SA: agosto de 1930
Los miembros de las SA en Berlín, liderados por Stennes, habían estado expresando objeciones a las políticas y propósitos de las SA, según lo definido por Hitler. Estos miembros de las SA veían su organización como un grupo revolucionario, la vanguardia de un orden nacionalsocialista que derrocaría a la odiada República por la fuerza. 
Stennes se quejó de que el avance dentro de las SA se basó incorrectamente en el amiguismo y el favoritismo más que en el mérito. Se opuso al enfoque general respetuoso de la ley que Adolf Hitler había adoptado después del Putsch de la cervecería, y a él y a sus hombres les irritó la orden hitleriana de terminar los ataques callejeros contra comunistas y judíos. Las SA también querían tres lugares seguros en la lista del NSDAP para las próximas elecciones del Reichstag. Además, Stennes se quejó de que a los miembros de las SA bajo su mando no se les pagaba lo suficiente.
Laa SA habían desarrollado una lista de siete demandas. El 7 de agosto de 1930, Joseph Goebbels, el Gauleiter (líder regional) de Berlín, se reunió con Stennes y otros oficiales de las SA en Berlín. Stennes exigió los tres espacios de votación y, de lo contrario, amenazó con una "revolución de palacio", alegando que renunciaría y se llevaría el 80% de las SA de Berlín (unos 15.000 hombres) con él.
Hitler ya había escuchado las demandas de las SA de Franz Pfeffer von Salomon, el comandante supremo de las SA; había rechazado las demandas de Pfeffer directamente, le había dicho que se "perdiera" y lo había llamado "amotinado". Hitler ignoró la iniciativa de Stennes y no le otorgó una audiencia cuando Stennes vino a Múnich para tratar de reunirse con él. La solicitud de las casillas de votación fue rechazada constantemente.
El 27 de agosto, Stennes volvió a amenazar a Goebbels: quería los tres escaños del Reichstag, más dinero para las SA y más poder político en el movimiento. Hitler nuevamente se negó a tomarlo en serio. Pfeffer había renunciado para entonces, y Hitler le aseguró a Goebbels que enviaría al Jefe de Gabinete de las SA, Otto Wagener, para arreglar las cosas en las SA. 
Stennes decidió que se necesitaban acciones para hacer una declaración. En consecuencia, las SA de Berlín se negaron a proporcionar protección a Goebbels en su discurso del Sportpalast el 30 de agosto de 1930, y sus hombres desfilaron en Wittenbergplatz, manifestándose contra Goebbels. Este último recurrió a las SS, que proporcionaron la seguridad y protección necesarias en la reunión y que luego fueron asignadas para proteger la oficina del Gau en Berlín. 
Luego, las SA irrumpieron en la oficina del Gau en la Hedemannstrasse, hiriendo a los hombres de las SS y destruyendo las instalaciones. Goebbels se sorprendió por el daño causado y notificó a Hitler, quien dejó el Festival Wagner en Bayreuth y voló inmediatamente a Berlín.
Hitler habló con Stennes y con grupos de las SA al día siguiente, instándolos a seguir su liderazgo. Redefinió el tema en términos diferentes y más simples: ¿Eran las SA totalmente leales a Hitler bajo el Führerprinzip o no? Luego, al día siguiente, convocó una reunión de unos 2.000 miembros de las SA y anunció que asumía personalmente el cargo de Líder Supremo de las SA y las SS (convirtiéndose así en Partei-und Oberster SA-Führer). Las SA aplaudieron y estaban encantadas de que su líder finalmente les estuviera dando el reconocimiento que sentían que merecían. Hitler también hizo que Stennes leyera una declaración que aumentaba los fondos de las SA. Se haría un gravamen especial (20 pfennig) sobre las cuotas del partido para pagarlo.
La crisis había terminado por el momento. Al parecer, los miembros de las SA no querían realmente pelear con Hitler o disputar su liderazgo, sino que solo buscaron el tratamiento que consideraban correcto a la luz de su misión y la misión general del NSDAP. Sin embargo, el esfuerzo de Hitler no sería suficiente para eliminar el problema estructural subyacente que condicionó la relación Partido-SA: ¿Cuál era el papel de las SA y, en particular, cuál sería ese papel si el partido realmente lograra obtener el poder político que buscaba?.

## Primavera de 1931
Aunque se había convertido en el Comandante Supremo de las SA, Hitler no tenía interés en dirigir las SA; la organización y la administración lo aburrían, y no tenía interés ni aptitud para ellos. Su talento radicaba en la propaganda y la oratoria. Convocó a Ernst Röhm y le ofreció el mando efectivo de las SA, como su Jefe de Estado Mayor. Röhm regresó a Alemania desde su exilio autoimpuesto en Bolivia y rápidamente reorganizó las SA, eliminando el control de Stennes en Silesia. 
Mientras tanto, Stennes continuó quejándose; observó que las SA en Breslau no pudieron presentarse a inspección en febrero de 1931 porque carecían de calzado. También se quejó del regreso de Röhm para dirigir las SA, objetando la homosexualidad del Jefe de Estado Mayor.
Aún más preocupante, en los artículos de febrero publicados en Der Angriff , Stennes defendía la estrategia de tomar el poder por la fuerza.  Esto fue inquietante para el liderazgo del partido, ya que contravenía la estrategia de Hitler de ganar poder a través de medios constitucionales únicamente y renunciar a la violencia como un medio para acceder al poder. Y Hitler había anunciado públicamente su "dependencia de la legalidad solamente" en el juicio a tres jóvenes oficiales del Ejército en Leipzig por "actividades traidoras" en septiembre de 1930. Este fue en el momento perfecto para las elecciones de otoño y, con la vista puesta en el valor de la propaganda, Hitler juró en el estrado de los testigos que el partido había abandonado los medios violentos e ilegales como un camino hacia el poder.
El 20 de febrero de 1931 Hitler emitió un decreto que subordinaba a las SA a la organización del partido a nivel de Gau. Stennes protestó levemente ante Röhm en una carta, planteando también la difícil situación de los hombres desempleados de las SA. El 26 de febrero, Röhm prohibió a las SA participar en batallas callejeras y también prohibió a sus líderes hablar en público.
El 28 de marzo de 1931, Brüning, empleando los poderes de emergencia de Hindenburg según el Artículo 48, emitió un decreto de emergencia que requería que todas las reuniones políticas estuvieran registradas y que todos los carteles y folletos políticos estuvieran sujetos a censura. El decreto también delegó amplios poderes a Brüning para frenar los "excesos políticos". Por supuesto, las SA se opusieron al decreto. Sin embargo, Hitler, cuyo partido había logrado recientemente una sorprendente victoria electoral en las elecciones al Reichstag de septiembre de 1930 y cuya "política de legalidad" parecía estar pagando dividendos en la miseria económica de la depresión, ordenó su cumplimiento estricto. Stennes se negó.

### Expulsión de Stennes
Stennes se rebeló de nuevo. Las SA una vez más asaltaron las oficinas del partido en Berlín la noche del 31 de marzo al 1 de abril y tomaron el control físico de las mismas. Además, las SA se hicieron cargo de las oficinas del periódico de Goebbels, Der Angriff. Las versiones pro-Stennes del periódico aparecieron el 1 y el 2 de abril.
Hitler ordenó a Goebbels que tomara las medidas necesarias para sofocar la revuelta. Esta vez, se llamó a la policía de Berlín para expulsar a los intrusos de las SA de las oficinas del partido. Goebbels y Göring purgaron las SA en Berlín y sus alrededores. Dado que todo el dinero para las SA se distribuyó a través de la sede central de Gau, fue muy sencillo cortarlo y la falta de fondos provocó el colapso de la rebelión. Stennes fue expulsado del partido.
En un artículo dell Völkischer Beobachter, Hitler justificó la expulsión de Stennes, refiriéndose a él como un "socialista de salón". El editorial de Hitler exigía que todos los hombres de las SA eligieran entre Stennes y Hitler, declarando que el amotinado Stennes era un conspirador contra el nacionalsocialismo. 
Hitler demostró su confianza en las SS al reemplazar a Stennes con un hombre de las SS. Stennes tenía seguidores entre las SA orientadas a la izquierda en Berlín, Pomerania, Mecklemburgo y Silesia. Cuando dejó las SA y el NSDAP, fundó la Liga de Lucha Nacionalsocialista de Alemania (Nationalsozialistische Kampfbewegung Deutschlands, NSKD) e hizo conexión con Otto Strasser, así como con Hermann Ehrhardt, exlíder de la extinta Liga Vikinga (Bund Wiking). Reclutó a unos 2.000 hombres de las SA de Berlín y otros lugares junto con 2000 seguidores de Ehrhardt, y los líderes protestaron porque el "NSDAP ha abandonado el curso revolucionario del verdadero socialismo nacional" y se convertiría en "simplemente otro partido de coalición".

## Efectos y consecuencias
Los empresarios conservadores ganaron más confianza en Hitler después de ver la represión del elemento más radical de Stennes y la adhesión de Hitler a la "legalidad". Como señala Collier: 
 Irónicamente, la revuelta de Stennes pudo haber ayudado al ascenso nacionalsocialista al poder, en el sentido de que elementos más moderados en la derecha alemana observaron la adhesión de Hitler a su estrategia de legalidad y ganaron la confianza de que, en consecuencia, estaba "respetando la ley". 
 La revuelta ilustró el enfoque coherente de Hitler para resolver las fricciones entre partidos: recurrir al Führerprinzip, en lugar de abordar los problemas subyacentes que motivaron la tensión. Aquí, esos problemas estructurales subyacentes simplemente permanecieron latentes durante varios años, y las tensiones inherentes entre el partido y las SA solo crecieron bajo el liderazgo capaz de Röhm en las SA, cuyas ambiciones ciertamente eran más altas que las de Stennes. La verdadera resolución del dilema nacionalsocialista tuvo que esperar hasta que el Ejército alemán forzó el problema en el verano de 1934, cuando, con las SA cada vez más inquietas y Hindenburg en su lecho de muerte, Hitler respondió con la Noche de los cuchillos largos. Tras abandonar Alemania en 1933, Stennes trabajó como asesor militar de Chiang Kai-shek hasta 1949, cuando regresó a Alemania. 